# Seneghe
Seneghe (en sard, Sèneghe) és un municipi italià, dins de la província d'Oristany. L'any 2007 tenia 1.972 habitants. Es troba a la regió de Montiferru. Limita amb els municipis de Bonarcado, Cuglieri, Milis, Narbolia, Santu Lussurgiu i San Vero Milis.

## Administració
| Període | Identitat      | Partit        |
| ------- | -------------- | ------------- |
| 2005-   | Antonio Casula | Llista cívica |